# Sidney Nolan

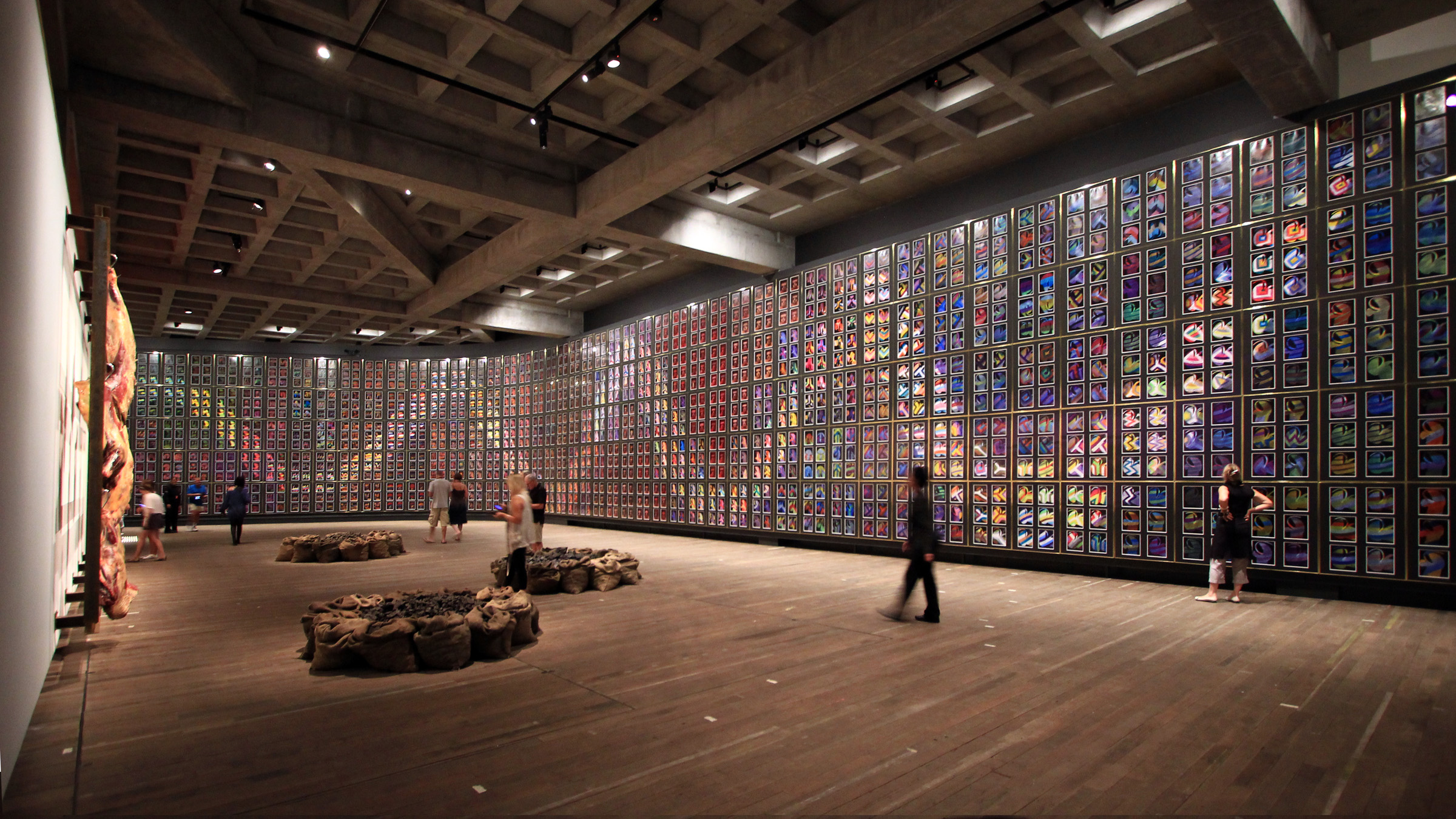
Snake

Sir Sidney Robert Nolan (Carlton (Victoria), 22 april 1917 – Londen, 28 november 1992) was een Australische kunstenaar die zich richtte op verschillende stromingen binnen de moderne kunst. Hij behoorde tot de avant-gardebeweging Angry Penguins en de Heide Circle. Hij is het meest bekend door zijn schilderijen over de geschiedenis van Australië en de serie over Ned Kelly in het bijzonder. Een ander bekend werk is Snake, een muur bedekt met 1.620 schilderijtjes die samen een regenboogslang vormen, waar hij begin jaren zeventig aan werkte.

## Biografie
Nolan groeide op als oudste in een gezin met vier kinderen. Zijn opleiding tot kunstenaar begon op jonge leeftijd op de Prahran Technical College, afdeling Design & Crafts (nu onderdeel van de Universiteit van Swinburne). Op 16-jarige leeftijd begon hij te werken voor Fayrefield Hats, waar hij reclameborden en displaystands produceerde met behulp van (spuit)verf. Vanaf 1934 volgde hij sporadisch avondlessen op de National Gallery of Victoria Art School.
Nolan raakte bevriend met John en Sunday Reed, patrons van de kunstenaars die de Heide Circle vormden. In 1938 trouwde hij met grafisch ontwerper Elizabeth Paterson, met wie hij ook een dochter kreeg. Het huwelijk hield echter geen stand, mede als gevolg van de toenemende contacten en betrokkenheid met de Reed's. In de jaren veertig sloot Nolan zich aan bij de Angry Penguins en werd hij redacteur van het gelijknamige tijdschrift. Nolan schilderde ook de omslag voor de Ern Malley-editie, een uitgave die was gewijd aan de literaire 'hoax' Ern Malley. De gedichten van Malley zouden een belangrijk thema worden in zijn werk en regelmatig als inspiratie terugkeren.
Nolan woonde enige tijd in het huis "Heide" van de familie Reed net buiten Melbourne, waar nu het Heide Museum of Modern Art is gevestigd. Hier schilderde hij de eerste van zijn beroemde "Ned-Kelly"-serie. Nolan voerde op dat moment ook een open relatie met Sunday Reed, toch zou hij in 1948 trouwen met Cynthia Reed, de zus van John Reed. In 1951 verhuisde Nolan naar Londen. 
Cynthia Nolan beëindigde haar leven door een overdosis slaappillen te nemen in een hotel in Londen, in november 1976. In 1978 trouwde Nolan met Mary née Boyd (1926-2016).
Nolan overleed op 75-jarige leeftijd en werd overleefd door zijn vrouw en twee kinderen. Nolan werd begraven op het oostelijke deel van Highgate Cemetery in Londen.

## Onderscheidingen en prijzen
- 1981, benoeming tot Knight Bachelor
- 1983, toekenning van de Order of Merit
- 1985, oprichting van de Sidney Nolan Trust
- 1988, benoeming tot Companion in de Orde van Australië